# Ladislav Labodič
Ladislav Labodič [ladislau labodič] (1. dubna 1928 Košice – 4. prosince 2007 tamtéž), chybně uváděný i jako Zoltán Labodič, byl slovenský fotbalový obránce.

## Hráčská kariéra
V československé lize hrál za Jednotu / Dynamo ČSD Košice, ATK Praha a Spartak VSS / Jednotu Košice. Ve 105 prvoligových zápasech vstřelil 2 branky.

### Reprezentace
V pondělí 1. května 1950 odehrál jedno utkání za reprezentační B-mužstvo, které v Praze na Letné porazilo B-mužstvo Maďarska 1:0, když jediný gól vstřelil Ladislav Kareš. Utkání začalo v 17 hodin, přihlíželo mu 20 000 diváků a řídil je sudí Vlček.

### Prvoligová bilance
| Ročník          | Zápasy | Góly | Minuty | Klub               |
| --------------- | ------ | ---- | ------ | ------------------ |
| I. liga 1947/48 | 3      | 0    | –      | Jednota Košice     |
| I. liga 1948    | 10     | 1    | –      | Jednota Košice     |
| I. liga 1949    | 26     | 1    | –      | Dynamo ČSD Košice  |
| I. liga 1950    | –      | 0    | –      | Dynamo ČSD Košice  |
| I. liga 1950    | –      | 0    | –      | ATK Praha          |
| I. liga 1951    | –      | 0    | –      | ATK Praha          |
| I. liga 1952    | –      | 0    | –      | ATK Praha          |
| I. liga 1956    | 17     | 0    | –      | Spartak VSS Košice |
| I. liga 1958/59 | 6      | 0    | –      | Jednota Košice     |
| CELKEM I. LIGA  | 105    | 2    | –      |                    |